# New York Hakoah
I New York Hakoah è una società calcistica di New York, negli Stati Uniti.

## Storia
La nascita dei New York Hakoah fu causata dalla soccer war che oppose a partire dall'estate 1928 la American Soccer League e la Federazione calcistica degli Stati Uniti. Motivo del contendere era stata la National Challenge Cup: la Federazione intendeva imporre la partecipazione alla Coppa a tutte le società della ASL, nonostante essa si tenesse in concomitanza con il campionato organizzato dalla lega. Le squadre dell ASL finirono per dividersi: tre di loro (Bethlehem Steel, New York Giants e Newark Skeeters) parteciparono lo stesso alla coppa, finendo per essere espulse dalla Lega. La Federazione organizzò allora un campionato concorrente a quello della ASL in cui far giocare queste tre società che le si erano rivelate fedeli: la Eastern Soccer League.
Per comporre una delle squadre che avrebbero dovuto disputare questo campionato furono reclutati diversi ex giocatori dell'Hakoah Vienna che avevano deciso di stabilirsi negli USA in seguito ad un tour promozionale della loro squadra, apprezzando il clima di scarso antisemitismo ed i buoni salari che avevano trovato sul suolo statunitense. Ad essi vennero aggiunti altri giocatori di etnia ebraica creando così il New York Hakoah, mentre i reduci dell'Hakoah Vienna rimasti fedeli alla ASL si riunivano nel contempo nei Brooklyn Hakoah.
La squadra poteva contare su una buona base di talento, in quanto dieci suoi giocatori in Europa avevano ricevuto convocazioni nelle rispettive nazionali per un totale di 58 presenze in incontri internazionali, e costituì la squadra rivelazione della Eastern Soccer League, finendo seconda alle spalle dei Bethlehem Steel. Fecero ancora meglio in National Challenge Cup, vincendo la competizione dopo la doppia finale contro i Madison Kennels di St. Louis.
La seguente stagione della ESL venne interrotta anzitempo dopo il raggiungimento di un accordo fra la American Soccer League e la Federazione, con i New York Hakoah che terminarono ancora una volta al secondo posto. Per il 1929-30 i team della ESL tornarono a giocare nella American Soccer League, ed il New York Hakoah si fuse con gli omologhi del Brooklyn Hakoah andando a formare l'Hakoah All-Stars.
I New York Hakoah tornarono ad esistere nel 1956, in seguito alla fusione fra i New York Americans ed i nuovi Brooklyn Hakoah, e che si unirono alla nuova American Soccer League. L'unione dei talenti dei due club ebbe un ottimo esito, e gli Hakoah Americans dominarono il campionato, terminando al primo posto con il ruolino record di 10 vittorie, 1 pareggio ed 1 sconfitta. Raggiunsero inoltre la finale della US Open Cup, persa contro i St. Louis Kutis.
La squadra vinse il campionato anche nei due anni seguenti Seguriono poi alcuni anni senza successi fino a quando, nel 1962, la squadra venne rinominata in New York Hakoah Americans. Al termine della stagione 1963-64 la squadra lasciò la lega a causa di problemi finanziari.

## Storia recente
Il nome di Hakoah è stato ripreso dal 2009 dallo Sport Club Hakoah, club militante in North Jersey Soccer League che intende portare avanti l'eredità dei New York Hakoah

## Palmarès

### Competizioni nazionali
- American Soccer League: 3

1956-1957, 1957-1958, 1958-1959
- U.S. Open Cup: 1

1928-1929

### Altri piazzamenti
- American Soccer League:

Secondo posto: 1959-1960
- U.S. Open Cup:

Finalista: 1957